# 鄭檜
鄭檜（越南语：／；？—1584年）是越南南北朝時期後黎朝的權臣，也是被認為是鄭氏政權的第二位君主（1570年）。

## 生平
鄭檜是鄭檢的长子，初封俊德侯（越南语：／）。正治十三年（1570年）二月，鄭檢去世，遺命讓長子鄭檜接替他掌控軍隊。
根據《大越史記全書》的說法，郑桧終日沉迷酒色，不恤士卒。所以士兵們離心背德，不願意聽從鄭檜的命令。
四月二日，端武侯黎及第、文鋒侯鄭永紹、衛陽侯鄭栢、萊郡公潘公績等人發動兵變，夜襲安場行在，立其弟福良侯郑松為主，並控制黎英宗移駕萬賴冊。鄭檜接到消息後，率軍住札在萬賴冊外，和鄭松對峙。鄭檜認為自己被莫兵和鄭松軍隊夾擊在中間，形勢不利，不得不分兵駐守各處。
八月，莫朝聽說鄭檢去世，鄭檜和鄭松爭立，趁机派大将莫敬典率军南下。郑桧與莫軍交戰，戰敗而降，被封為忠良侯，後升忠郡公。光興七年九月初四日（1584年），鄭檜在莫朝去世，莫朝派人將鄭檜棺材送還後黎朝，並准許鄭檜母親和妻兒歸葬。鄭松將其安葬在安定軍安山之右，並上疏請求黎帝赦免鄭檜的罪責。黎帝追贈他為太尉忠郡公，准許他的兒子鄭𣛧為其掛孝。後來又被追封為達義公。
鄭檜的後裔在後黎朝有多人參加鄉試，考中鄉貢，其中鄭檀官至知府。他的長支嫡玄孫鄭樽是該房奉祀。